# Cerimònia

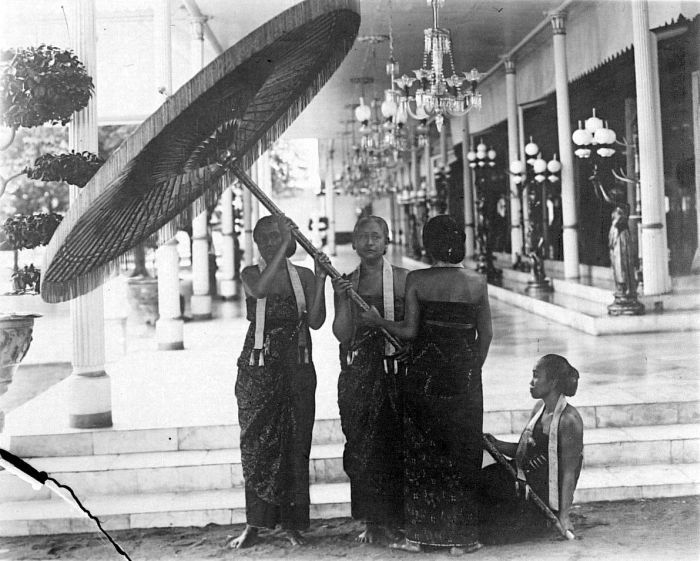
Para-sol cerimonial a Surakarta, Java.

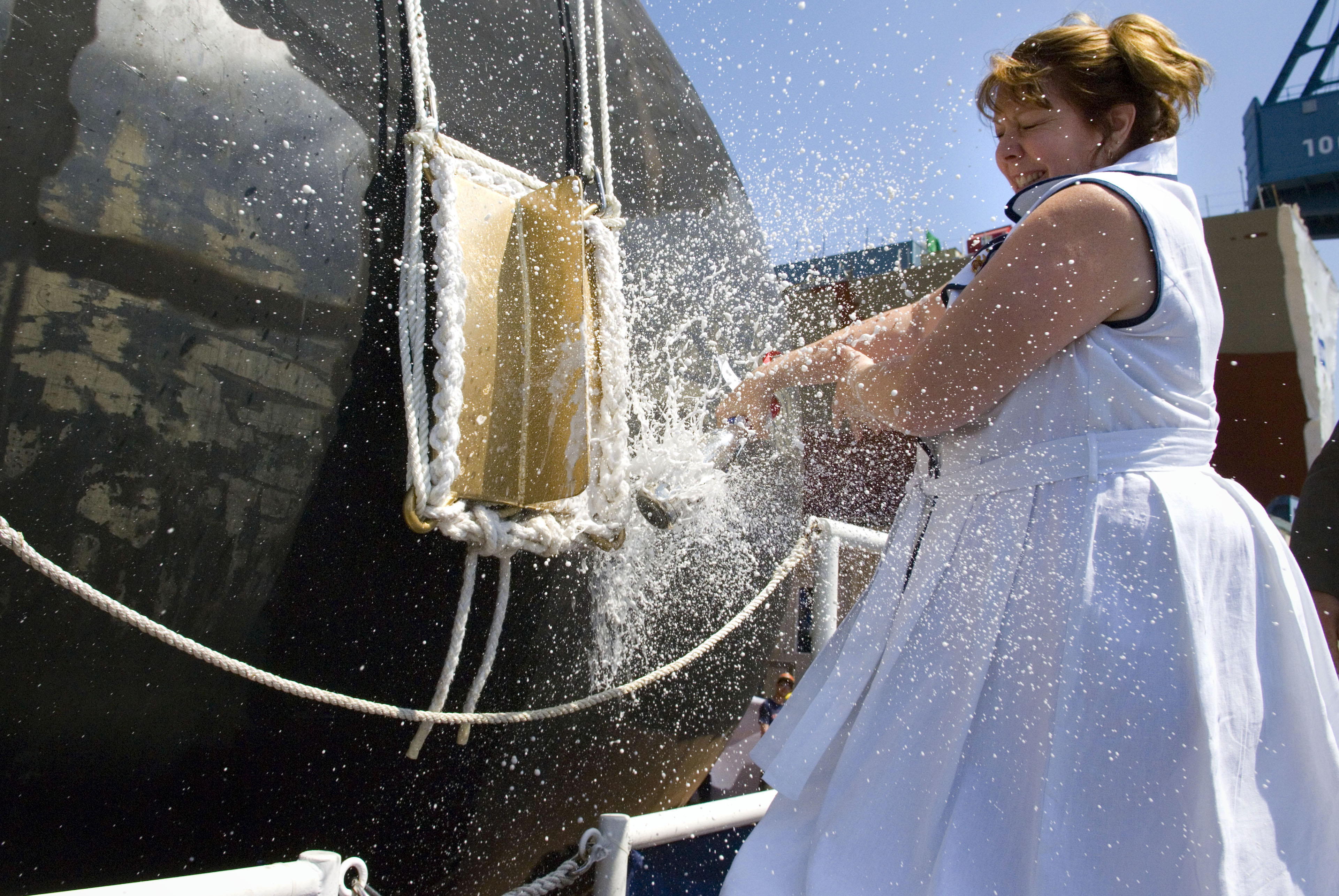
Dona trencant una ampolla de xampany a la cerimònia d'avarada d'un vaixell

Una cerimònia és un acte solemne i formal exterior. Pot consistir en un o en una sèrie d'actes, normalment prescrits per llei o costum, en celebració d'una ocasió especial. Les cerimònies es distingeixen d'altres esdeveniments organitzats per la presència de moments gairebé teatrals que consten d'ineludibles moviments precisos o fórmules retòriques solemnes (p. ex. la consagració de l'hòstia durant la missa). Algunes cerimònies consisteixen en ritus de pas a la vida d'una persona i se celebren amb més o menys solemnitat segons les cultures: bateig, primera comunió, casament, funeral…
Entre les altres ocasions que normalment causen l'observació o celebració de cerimònies hi ha:
- Celebració de l'equinocci, solstici i altres esdeveniments astronòmics anuals: Festes de la Nit de Sant Joan i de Nadal
- Inauguració d'edificis, vaixells o infraestructures importants: posar la Primera pedra o tallar la cinta
- Celebracions de l'any litúrgic de les festes dels sants segons el santoral
- Coronació de monarques o presa de possessió del càrrec de figures polítiques importants.
- Inauguració d'espectacles esportius, com per exemple la Cerimònia d'Anvers
- Les desfilades militars o la imposició de condecoracions a les forces armades, normalment restringides als ambients militars. Ocasionalment, però, aquestes poden tindre efecte sobre la població civil, com en el cas d'una victòria en la guerra

En algunes cultures asiàtiques hi ha cerimònies que tenen un paper social molt important com per exemple la cerimònia del te al Japó.

## Cerimònies en la Roma clàssica
- Acclamatio
- Ovatio